# عبد الله بن عبد الرحمن بن أبي بكر
عبد الله بن عبد الرحمن بن أبي بكر، تابعي، حفيد أبي بكر الصديق، وابن عبد الرحمن بن أبي بكر، وأمّه قريبة الصغرى بنت أبي أميّة بن المُغيرة، قيل أنه قتل يوم الطائف، بينما قال ابن الأثير الجزري: «والذي قتل يوم الطائف من ولد أبي بكر هو عبد الله بن أبي بكر أخو عبد الرحمن بن أبي بكر لا وَلده.». وقد روى أنَّ عبدَ اللهِ بنَ عبدِ الرحمنِ بنَ أبي بكرٍ قسم ميراثَ أبيهِ عبدِ الرحمنِ في حياةِ عائشةَ فلم يدع في الدارِ ذا قُربةٍ ولا مسكينًا إلا أعطاهُ من ميراثِ أبيهِ وتلا الآيةَ وَإِذَا حَضَرَ الْقِسْمَةَ أُولُو الْقُرْبَى وَالْيَتَامَى وَالْمَسَاكِينِ.
وَلَدَ عبدُ الله بن عبد الرحمن بن أبي بكر: أبا بكر، وطلحةَ، وعمرانَ، وعبدَ الرحمن، ونفيسةَ تزوّجها الوليد بن عبد الملك بن مروان. وأمَّ فَرْوة وأمّهم عائشة بنت طلحة بن عبيد الله وأمّها أمّ كلثوم بنت أبي بكر الصدّيق، وأمَّ أبيها بنت عبد الله وأمّها مريم بنت عبد الله بن عِقال العقيلي.